# Ruszów (gmina)
Ruszów – dawna gmina wiejska istniejąca w latach 1946–1954 w woj. wrocławskim. Siedzibą władz gminy był Ruszów.
Gmina Ruszów powstała po II wojnie światowej na terenie tzw. Ziem Odzyskanych (tzw. II okręg administracyjny – Dolny Śląsk). 28 czerwca 1946 gmina – jako jednostka administracyjna powiatu zgorzeleckiego – weszła w skład nowo utworzonego woj. wrocławskiego.
Według stanu z 1 lipca 1952 gmina składała się z 8 gromad (sołectw): Brzeźna, Jagodzin, Kościelna Wieś, Nowiny, Okrąglica, Piaseczna, Polana i Ruszów. Gmina została zniesiona 29 września 1954 wraz z reformą wprowadzającą gromady w miejsce gmin. Jednostki nie przywrócono 1 stycznia 1973 wraz z kolejną reformą reaktywującą gminy.